# Городище (Гагарінський район)
Городище (рос. Городище)  — присілок Гагарінського району Смоленської області Росії. Входить до складу Токарєвського сільського поселення.
Населення —  5 осіб. 